# Senza giacca e cravatta
Senza giacca e cravatta è un singolo di Nino D'Angelo.

## Descrizione
Cantato con la partecipazione di Brunella Selo al Festival di Sanremo 1999. Composto dallo stesso D'Angelo e da Nuccio Tortora, il brano si classificò all'8º posto. Gli arrangiamenti sono di Nuccio Tortora.